# Nowa Zelandia na Letnich Igrzyskach Olimpijskich 2008
Nową Zelandię na XXIX Letnich Igrzyskach Olimpijskich w Pekinie reprezentowało 182 sportowców (97 mężczyzn, 85 kobiet) w 17 dyscyplinach.
Był to 23 start Nowej Zelandii na letnich igrzyskach olimpijskich (w tym dwa razy jako Australazja).

## Zdobyte medale

### Złote
- Caroline Evers-Swindell, Georgina Evers-Swindell – Wioślarstwo, dwójka podwójna kobiet
- Valerie Vili – Lekkoatletyka, pchnięcie kulą kobiet
- Tom Ashley – Żeglarstwo, Windsurfing, RS:X mężczyzn

### Srebrne
- Hayden Roulston – Kolarstwo torowe, sprint indywidualny mężczyzn

### Brązowe
- Mahé Drysdale – Wioślarstwo, jedynka mężczyzn
- George Bridgewater, Nathan Twaddle – Wioślarstwo, dwójka bez sternika mężczyzn
- Sam Bewley, Wesley Gough, Hayden Roulston, Marc Ryan, Jesse Sergent – Kolarstwo torowe, sprint drużynowy mężczyzn
- Bevan Docherty – Triathlon mężczyzn
- Nick Willis – Lekkoatletyka, 1500 metrów mężczyzn

## Reprezentanci

### Badminton
Mężczyźni
- John Moody – gra pojedyncza - odpadł w 1/16 finału

Gra mieszana
- Craig Cooper, Renee Flavell – debel - odpadli w 1/8 finału

### Hokej na trawie
Mężczyźni
Ryan Archibald, Gareth Brooks, Phillip Burrows, Simon Child, Benjamin Collier, Dean Couzins, Steven Edwards, Casey Henwood, Blair Hopping, David Kosoof, Shea McAleese, James Nation, Kyle Pontifex, Bradley Shaw, Hayden Shaw, Paula Woolforda
7. miejsce
Kobiety
Stacey Carr, Jaimee Claxton, Tara Drysdale, Gemma Flynn, Krystal Forgesson, Joanne Galletly, Sheree Horvath, Lizzy Igasan, Bet Jurgeleit, Emily Naylor, Kimberley Noakes, Caryn Paewai, Niniwa Roberts, Kate Saunders, Kayla Sharland, Anita Wawatai
12. miejsce

### Jeździectwo

#### WKKW
Mężczyźni
- Joe Meyer – 24. miejsce
- Andrew Nicholson – wyeliminowany
- Mark Todd – 17. miejsce

Kobiety
- Caroline Powell – 14. miejsce
- Heelan Tompkins – 51. miejsce

Drużynowo
- Joe Meyer, Andrew Nicholson, Caroline Powell, Mark Todd, Heelan Tompkins – 5. miejsce

#### Skoki
Mężczyźni
- Bruce Goodin – 54. miejsce
- Daniel Meech – wycofał się
- Sharn Wordley – 70. miejsce

Kobiety
- Katie McVean – 71. miejsce

Drużynowo
- Bruce Goodin, Katie McVean, Daniel Meech, Sharn Wordley – odpadli w 1 rundzie (14. miejsce)

### Kajakarstwo

#### Kajakarstwo klasyczne
Mężczyźni
- Steven Ferguson – K-1 500 m - 8. miejsce
- Ben Fouhy – K-1 1000 m - 4. miejsce
- Steven Ferguson, Mike Walker – K-2 1000 m – 6. miejsce

Kobiety
- Erin Taylor – K-1 500 m - odpadła w półfinale (10. miejsce)

#### Kajakarstwo górskie
Kobiety
- Luuka Jones – K-1 – odpadła w eliminacjach (21., ostatnie miejsce)

### Kolarstwo

#### BMX
Mężczyźni
- Marc Willers – odpadł w półfinale (16., ostatnie miejsce)

Kobiety
- Sarah Walker – 4. miejsce

#### Kolarstwo górskie
Mężczyźni
- Kashi Leuchs – 24. miejsce

Kobiety
- Rosara Joseph – 9. miejsce

#### Kolarstwo szosowe
Mężczyźni
- Glen Chadwick – wyścig ze startu wspólnego - 91. miejsce
- Julian Dean – wyścig ze startu wspólnego - 54. miejsce
- Timothy Gudsell – wyścig ze startu wspólnego - nie ukończył

Kobiety
- Catherine Cheatley – wyścig ze startu wspólnego - 53. miejsce
- Joanne Kiesanowski – wyścig ze startu wspólnego - 28. miejsce

#### Kolarstwo torowe
Mężczyźni
- Hayden Roulston – sprint indywidualny –  srebrny medal
- Sam Bewley, Wesley Gough, Hayden Roulston, Marc Ryan, Jesse Sergeant – sprint drużynowy –  brązowy medal
- Greg Henderson – wyścig punktowy - 10. miejsce (13 punktów)
- Greg Henderson, Hayden Roulston – madison - 10. miejsce

Kobiety
- Alison Shanks – sprint indywidualny - 4. miejsce
- Catherine Cheatley – wyścig punktowy - 17. miejsce

### Koszykówka
Kobiety
Suzie Bates, Claire Bodensteiner, Micaela Cocks, Jillian Harmon, Aneka Kerr, Angela Marino, Jessica McCormack, Kate McMeeken-Ruscoe, Charmian Purcell, Natalie Purcell, Lisa Wallbutton, Noni Wharemate
odpadły w fazie grupowej

### Lekkoatletyka
Mężczyźni
- James Dolphin – 200 metrów - odpadł w eliminacjach (37. miejsce)
- Nick Willis – 800 metrów - nie startował; 1500 metrów –  srebrny medal
- Adrian Blincoe – 5000 metrów - odpadł w eliminacjach (27. czas)
- Stuart Farquhar – rzut oszczepem - odpadł w eliminacjach (20. miejsce)

Kobiety
- Kimberley Smith – 5000 metrów - nie startowała; 10000 metrów - 10. miejsce
- Liza Hunter-Galvan – maraton - 35. miejsce
- Nina Rillstone – maraton - 16. miejsce
- Valerie Vili – pchnięcie kulą –  złoty medal
- Beatrice Faumuina – rzut dyskiem - odpadła w eliminacjach (28. miejsce)
- Rebecca Wardell – siedmiobój - 22. miejsce

### Piłka nożna
Mężczyźni
Michael Boxall, Jeremy Brockie, Daniel Ellensohn, Simon Elliott, Craig Henderson, Ian Hogg, Samuel Jenkins, Chris Killen, Liam Little, Samuel Messam, Ryan Nelsen, Steven Old, Jack Pelter, Cole Peverley, Aaron Scott, Jacob Spoonley, Cole Tinkler, Shaun Van Rooyen
Odpadli w fazie grupowej
Kobiety
Jenny Bindon, Abby Erceg, Anna Green, Amber Hearn, Kristy Hill, Rachel Howard, Katie Hoyle, Emma Kete, Renee Leota, Emily McColl, Hayley Moorwood, Marlies Oostdam, Ria Percival, Alexandra Riley, Merissa Smith, Rebecca Smith, Rebecca Tegg, Kirsty Yallop
Odpadły w fazie grupowej

### Pływanie
Mężczyźni
- Moss Burmester – 100 metrów stylem motylkowym - odpadł w eliminacjach (32. czas); 200 metrów stylem motylkowym - 4. miejsce
- Dean Kent – 200 metrów stylem zmiennym - odpadł w eliminacjach (21. czas)
- Glenn Snyders – 100 metrów stylem klasycznym - odpadł w eliminacjach (20. czas); 200 metrów stylem dowolnym - odpadł w półfinale (16. czas)
- Corney Swanepoel – 100 metrów stylem motylkowym - odpadł w półfinale (12. czas)
- William Benson, Orinoco Faamausili-Banse, Cameron Gibson, Mark Herring – sztafeta 4x100 metrów stylem dowolnym - odpadli w eliminacjach (11. czas)
- Daniel Bell, Cameron Gibson, Glenn Snyders, Corney Swanepoel – sztafeta 4x100 metrów stylem zmiennym – 5. miejsce

Kobiety
- Elizabeth Coster – 100 metrów stylem grzbietowym - odpadła w półfinale (16. czas)
- Melissa Ingram – 100 metrów stylem grzbietowym - odpadła w eliminacjach (20. czas); 200 metrów stylem grzbietowym - odpadła w półfinale (11. czas)
- Helen Norfolk – 200 metrów stylem zmiennym - odpadła w eliminacjach (18. czas); 400 metrów stylem zmiennym - odpadła w eliminacjach (24. czas)
- Helen Norfolk, Lauren Boyle, Hayley Palmer, Natasha Hind – sztafeta 4x200 metrów stylem dowolnym - dyskwalifikacja

### Pływanie synchroniczne
- Lisa Daniels, Nina Daniels – duet - 23. miejsce

### Podnoszenie ciężarów
Mężczyźni
- Mark Spooner – 69kg - 21. miejsce
- Richie Patterson – 77kg - 21. miejsce

### Strzelectwo
Mężczyźni
- Robbie Eastham – karabin dowolny leżąc 50 metrów - odpadł w eliminacjach (14. miejsce)
- Yang Wang – pistolet pneumatyczny 10 metrów - odpadł w eliminacjach (39. miejsce)
- Graeme Ede – rzutki, trap - odpadł w eliminacjach (20. miejsce); rzutki, trap podwójny - odpadł w eliminacjach (18 miejsce)

Kobiety
- Nadine Stanton – rzutki, trap - odpadła w eliminacjach (10. miejsce)

### Taekwondo
Mężczyźni
- Logan Campbell – 68kg - odpadł w 1/8 finału
- Matthew Beach – +80kg - odpadł w 1/8 finału

Kobiety
- Robyn Cheong – 57kg - odpadła w finale repasaży (sklasyfikowana na 7. miejscu)

### Tenis ziemny
Kobiety
- Marina Erakovic – gra pojedyncza - odpadła w 1/32 finału

### Triathlon
Mężczyźni
- Bevan Docherty – indywidualnie –  brązowy medal
- Kris Gemmell – indywidualnie - 39. miejsce
- Shane Reed – indywidualnie - 34. miejsce

Kobiety
- Andrea Hewitt – indywidualnie - 8. miejsce
- Debbie Tanner – indywidualnie - 10. miejsce
- Samantha Warriner – indywidualnie - 16. miejsce

### Wioślarstwo
Mężczyźni
- Mahé Drysdale – jedynka –  brązowy medal
- George Bridgewater, Nathan Twaddle – dwójka bez sternika –  brązowy medal
- Nathan Cohen, Rob Waddell – dwójka podwójna - 4. miejsce
- Peter Taylor, Storm Uru – dwójka podwójna wagi lekkiej - 7. miejsce
- Hamish Bond, James Dallinger, Carl Meyer, Eric Murray – czwórka bez sternika - 7. miejsce

Kobiety
- Emma Twigg – jedynka - 9. miejsce
- Nicky Coles, Juliette Haigh – dwójka bez sternika – 5. miejsce
- Caroline Evers-Swindell, Georgina Evers-Swindell – dwójka podwójna –  złoty medal

### Żeglarstwo
Mężczyźni
- Tom Ashley –  złoty medal
- Andrew Murdoch – Laser – 5. miejsce
- Peter Burling, Carl Evans – 470 – 11. miejsce
- Hamish Pepper, Carl Williams – Star – 9. miejsce

Kobiety
- Barbara Kendall – 6. miejsce
- Jo Aleh – Laser Radial – 7. miejsce

Open
- Dan Slater – Finn – 12. miejsce